# 南崁頂
南崁頂，是台灣桃園市龜山區的一個傳統地域名稱，位於該區西北部。相較於今日行政區，其範圍大致為公西里西部、大坑里、南上里、南美里。

## 歷史
台灣清治末期至日治前期，南崁頂地區為一街庄，稱為「南崁頂庄」，隸屬於桃澗堡。該庄北與南崁廟口庄、坑仔庄為鄰，東與苦苓林庄、大湖庄、下湖庄為鄰，南邊為楓樹坑庄、水汴頭庄，西邊為南崁下庄。
1901年（日治明治三十四年）11月，全台廢縣廳改設二十廳，該庄隸屬於桃仔園廳。1903年（明治三十六年），改名桃園廳。1909年（明治四十二年）10月，合併二十廳為十二廳，該庄隸屬不變。1920年（大正九年），該庄改制為「南崁頂」大字，隸屬於新竹州桃園郡龜山庄，大字下有「南崁頂」、「大坑」、「員林坑」、「陳厝坑」、「蕃子窩」小字名。
戰後龜山庄改制為龜山鄉，隸屬於新竹縣，大字亦改制為村。1950年桃、竹、苗分治，龜山鄉改隸屬於桃園縣。2014年12月桃園縣升格為直轄桃園市，龜山鄉改制為龜山區。

## 聚落
本地區發展較早的聚落有南崁頂、雙口坡、蕃仔窩（小蕃仔窩）、大坑、陳厝坑、員林坑等，在日治期初期的官方地圖上已有記載。此外，本地區尚有劉厝坑、大蕃仔窩等聚落。

## 交通
國道1號又稱「中山高速公路」，是台灣西部兩條縱向高速公路之一，大致以東西向轉東北—西南走向經過南崁頂地區東北部邊界地帶及北部。境內未設交流道，東側最近的是文化一路、忠義路三段／文化北路交會處的林口交流道（雙匝道），西側最近的是省道台4線交會處的南崁交流道，由此等進入可快速前往台灣西部各地。
省道台4線（民生北路一段）是竹圍到石門的幹道，大致以西北—東南走向進入本地區西南部邊界，再以北北西—南南東走向沿邊界而行後出境。由該道路向西北可前往南崁、竹圍地區北部並止於省道台15線路口，向南南東可前往桃園、八德等地。
區道桃6線（南上路、大坑路一段～三段）是大竹至龜山大湖的道路，大致以西南西—東北東走向轉東南東—西北西再轉西南—東北走向再轉西北西—東南東走向曲折經過本地區北部。由該道路向西南西可前往南崁下（南崁）、大竹聚落並止於市道110號路口，向東南東轉東再轉東北東可前往龜山大湖並止於忠義路二段路口。
區道桃14線（員林坑路）是員林坑至陳厝坑的道路，其西側端點位於本地區中部偏西員林坑橋旁的區道桃6線路口。由此向東南東轉東再轉東北蜿蜒而行，出境後轉東再轉北可前往坪頂並止於區道桃6線路口。
區道桃11線（樹人路、成功路三段）是西勢湖至桃園的道路，大致先以東北東—西南西走向轉東北—西南走向經過本地區東南部邊界地帶，至水汴頭轉南離境。由該道路向東北東至頂湖聚落轉南南東至台地邊緣蜿蜒而下可前往舊路坑中部並止於區道桃7線路口；向南轉西南蜿蜒而行可前往大檜溪、小檜溪地區南部、桃園市中心並止於市道110號路口。

## 學校
- 南美國小
- 大坑國小

## 產業
- 桃園煉油廠